# ISO 10015
ISO 10015 é uma norma de Gestão da Qualidade - Diretrizes para treinamento.

## Cronologia
A ISO 10015 foi editada em 1999 pela International Organization for Standardization - ISO.
No Brasil,uma norma equivalente foi editada e considerada válida a partir de 30.05.2001. A norma brasileira é assim identificada: ABNT NBR ISO 10015:2001 Gestão da Qualidade - Diretrizes para treinamento

## Função
"A função desta Norma é fornecer diretrizes que possam auxiliar uma organização a identificar e analisar as necessidades de treinamento, projetar o treinamento, executar o treinamento, avaliar os resultados do treinamento, monitorar e melhorar o processo de treinamento, de modo a atingir seus objetivos Esta Norma enfatiza a contribuição do treinamento para a melhoria contínua e tem como objetivo ajudar as organizações a tornar seu treinamento um investimento mais eficiente e eficaz."
Fonte: Associação Brasileira de Normas Técnicas - ABNT